# Чемпіонат Волинської області з футболу 1976
Чемпіонат Волинської області з футболу 1976 року проводився у двох групах. У турнірі першої групи брало участь 9 команд. Звання чемпіона завоював «Шахтар» Нововолинськ (головний тренер команди — Олександр Карандєєв). Найкращим бомбардиром чемпіонату став Ігор Возняк («Шахтар» Нововолинськ) — 17 голів.

## Підсумкова таблиця першої групи
| М | Команда                          | І  | В  | Н | П  | РМ    | О  |
| - | -------------------------------- | -- | -- | - | -- | ----- | -- |
| 1 | «Шахтар» (Нововолинськ)          | 16 | 13 | 2 | 1  | 53−14 | 28 |
| 2 | «Ферммаш» (Рожище)               | 16 | 13 | 0 | 3  | 30−20 | 26 |
| 3 | «Сільмаш» (Ковель)               | 16 | 12 | 1 | 3  | 43−14 | 25 |
| 4 | «Локомотив» (Ковель)             | 16 | 8  | 3 | 5  | 32−25 | 19 |
| 5 | «Торпедо» (Луцьк)                | 16 | 7  | 2 | 7  | 28−27 | 16 |
| 6 | «Прилад» (Луцьк)                 | 16 | 4  | 4 | 8  | 26−37 | 12 |
| 7 | «Кристал» (Володимир-Волинський) | 16 | 4  | 1 | 11 | 27−46 | 9  |
| 8 | «Світязь» (Любомль)              | 16 | 2  | 2 | 12 | 17−53 | 6  |
| 9 | «Електрик» (Луцьк)               | 16 | 1  | 1 | 14 | 10−30 | 3  |

## Друга група
У другій групі змагалося 12 команд, розбитих на дві зони. Змагання були спотворені великою кількостю неявок на матчі.
Склад учасників 1-ї зони: «Будівельник» (Ковель), команди Любешівського, Камінь-Каширського, Турійського, Старовижівського та Ратнівського районів. Переможець — «Будівельник» (Ковель).
Склад учасників 2-ї зони: «Кристал» (Вересневе), «Колос» (Овадне), команди Ківерцівського, Маневицького, Локачинського та Горохівського районів. Переможець — «Кристал» (Вересневе).
Переможці зон у фінальному матчі розіграли між собою 1-2 місця (результат матчу невідомий) і здобули право з наступного сезону виступати у першій групі Чемпіонату області